# Máy hát

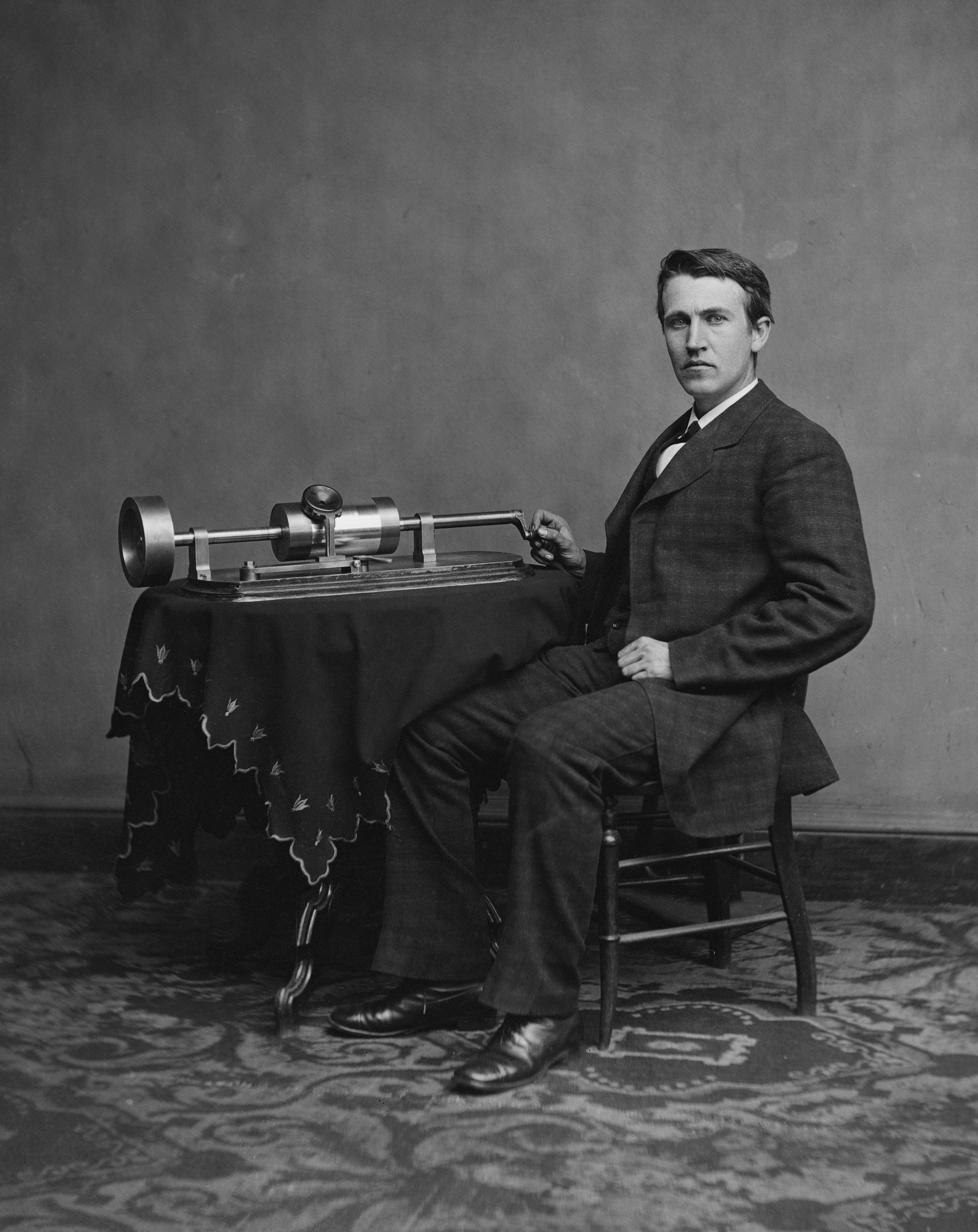
Nhà phát minh Thomas Edison ở cùng với chiếc máy hát thứ hai của ông, ảnh do Levin Corbin Handy chụp ở Washington (Hoa Kỳ), tháng 4 năm 1878

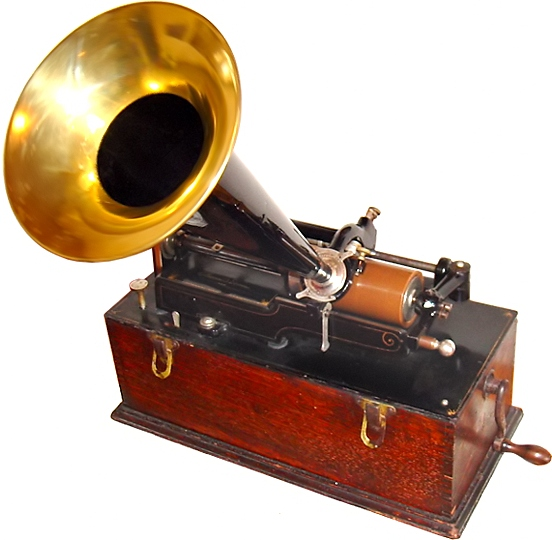
Ảnh chụp chiếc kèn hát có trụ lăn bằng sáp của Ê-đi-xơn, khoảng năm 1899

Máy hát hay còn gọi là máy hát đĩa hoặc kèn hát, mà từ thập niên 1980 tiến triển thành máy quay đĩa được dùng trong giới DJ xoay bàn đĩa, là một thiết bị cơ học chuyên dùng để thu âm và tái tạo âm thanh.
Máy hát do nhà bác học người Mỹ Thomas Edison phát minh vào năm 1877.